# Tandag City
Tandag City ist eine Stadt in der Provinz Surigao del Sur in den Philippinen. Sie ist zugleich die Hauptstadt dieser Provinz und ist über den Flughafen Tandag an den Luftverkehr angeschlossen. Tandag City ist mit den gelben „Bachelor-Bussen“ von Surigao City (circa 5h) oder Butuan (circa 4h) erreichbar.

## Baranggays (Anzahl: 21)
| Name                     | Einwohner (1. August 2015) |
| ------------------------ | -------------------------- |
| Awasian                  | 1.510                      |
| Bagong Lungsod (Pob.)    | 5.734                      |
| Bioto                    | 1.010                      |
| Bongtod Pob. (East West) | 5.822                      |
| Buenavista               | 2.529                      |
| Dagocdoc (Pob.)          | 4.362                      |
| Mabua                    | 5.654                      |
| Mabuhay                  | 703                        |
| Maitum                   | 1.548                      |
| Maticdum                 | 835                        |
| Pandanon                 | 832                        |
| Pangi                    | 823                        |
| Quezon                   | 1.249                      |
| Rosario                  | 2.576                      |
| Salvacion                | 790                        |
| San Agustin Norte        | 1.908                      |
| San Agustin Sur          | 4.967                      |
| San Antonio              | 622                        |
| San Isidro               | 755                        |
| San Jose                 | 624                        |
| Telaje                   | 7.261                      |

Quelle: National Statistical Coordination Board,
Makati City, Philippines

(Pob.= Poblacion (Bevölkerung), also dichter besiedelte und i.a. urbanisierte Gebiete)
Die Grenzen der einzelnen Baranggays sind auf wikimapia.org zu sehen. (Um die Ausdehnung des Stadtgebietes von Tandag zu sehen, bei geeigneter Vergrößerung Mauszeiger kurz vor die Küste bewegen!)

## Geographie
Tandag City liegt im nordöstlichen Teil der Insel Mindanao und im Zentrum der Provinz Surigao del Sur. Sie wird im Norden durch die Gemeinden Lanuza und Cortes, im Süden von San Miguel und Tago und im Westen durch die Gemeinde Santiago aus der Provinz Agusan del Norte begrenzt. Im Osten liegt der Küstenabschnitt zur Philippinensee.
Die Stadtfläche beträgt insgesamt 316,2 km², das sind 6,95 % der gesamten Landfläche von Surigao del Sur. Etwa 20 % der Fläche besteht aus beforstetem Wald, 61,31 % aus Urwald. 18,69 % sind für den Ackerbau vorgesehen, bebaut oder liegen brach.
Tandags Topografie ist charakterisiert durch eine große Bergregion und einen ausgedehnten Küstenabschnitt. Der nordöstliche und der südwestliche Teil des Stadtgebietes ist bergig, während sich im Osten das Flachland zum Pazifik hin erstreckt.
Die Hauptwasserwege sind die Flüsse Tandag, Awasian und Buenavista. Zur Stadt gehören ebenso die Inseln Mangcagangi Island sowie die Zwillingsinseln Linungao I und II.

## Sprache und Religion
Die maßgebenden Sprachen sind Surigaonon, gefolgt von Cebuano und Boholano. Daneben werden die englische Sprache und Tagalog von den meisten Einwohnern Tandags beherrscht.
Die dominate Religion der Stadt ist Römisch-Katholisch. An zweiter Stelle steht die Unabhängige Philippinische Kirche und an der dritten Position die Gemeinschaft der Iglesia ni Cristo.

## Geschichte
Vor der Ankunft der Spanier war das Gebiet des heutigen Tandags von einheimischen Volksgruppen, wie den Manobos und den Mamanwas besiedelt, die sich an den Flussufern niederließen und unter der Herrschaft von Datu Suba standen. Suba wurde später durch Vater Juan de la Encarnacion, einem spanischen Missionaren, zum Christentum bekehrt.
Nach der Eroberung der Philippinen durch Miguel López de Legazpi im Jahre 1590, schickte die spanische Regierung Missionare auf die Inseln, um die Einheimischen zu christianisieren. Einer dieser Missionare war Vater Juan de la Vega, dem die Ortschaft Tandag zugeteilt wurde. De la Vega baute eine Festung und errichtete eine kleine Siedlung von der Größe eines Fußballfeldes entlang der Steinmauer des Forts. Außerhalb dieser Siedlung entwickelte sich mit der Zeit das Dorf Tandag. Während dieser Zeit wurde Tandag zu einem Hafen für spanische Galeonen, die entlang der Küste das südliche Mindanaos erkundeten.
Im Jahre 1650 wurde der Ort zum Hauptsitz der Regierung des Distrikts Surigao, der die heutigen Provinzen Agusan del Norte, Agusan del Sur, Surigao del Norte, Surigao del Sur sowie den nördlichen Teil von Davao del Norte beinhaltete. Als Glaubenszentrum und Hauptsitz des Distrikts war Tandag mit Cottas, befestigten Stellungen, ausgestattet, die irgendwann im 18. Jahrhundert errichtet wurden und die Nordseite des Ortes sowie den alten Friedhof an der Westseite verstärkten. Diese Stellungen sollten den Ort vor den Raubzügen der Moro-Piraten schützen.
Bei verschiedenen Angriffen zwischen 1754 und 1767 hinterließen die Piraten Verwüstungen und schwere Schäden an Tandag. Vater Jose Ducos, ein Jesuit aus Iligan kam nach Tandag, um aus den Ruinen eine neue Ortschaft aufzubauen. Er errichtete eine Garnison und das Münster von Tandag. Obwohl das ehemalige Fort die Jahre überdauerte, wurden Teile der Festung während des Zweiten Weltkrieges beschädigt. Wetterextreme wie Taifune und Erdbeben zerstörten weitere Teile der Festung, weshalb heutzutage keinerlei Überreste des Forts mehr zu entdecken sind.
Am 19. Juni 1960 wurde mit Wirkung des Republic Act Nr. 2786 die große Provinz Surigao in die eigenständigen Provinzen Surigao del Sur und Surigao del Norte aufgeteilt. Der Gemeinde Tandag wurde dabei der Sitz der Provinzregierung von Surigao del Sur zugesprochen.
Seit dem 23. Juni 2007 besitzt Tandag mit Inkrafttreten der House Bill Nr. 5999 die Großstadtrechte und ist eine der jüngsten Component Cities der Philippinen. Allerdings ist dieser Status ziemlich umstritten, da Tandag – wie 15 andere „Großstädte“ auch – die Kriterien für die Zuerkennung der Großstadtrechte nicht erfüllt, die mit Republic Act No. 9009 im Juni 2001 festgelegt wurden (u. a. städtisches Einkommen 100 Mio. PHP, vorher waren nur 20 Mio. PHP erforderlich). Am 15. Februar 2011 hat sich das oberste Gericht zum vierten Mal mit der Frage befassen müssen und das Großstadt-Recht für Tandag und die anderen 15 betroffenen Orte mit denkbar knapper Mehrheit (7:6 Stimmen) gerade so bestätigt, nachdem vorher nacheinander verworfen, bestätigt und wieder verworfen worden war. Hintergrund des Streits ist die Tatsache, dass sich alle philippinischen Städte mit diesem Status einen festen Anteil (23 %) der Gelder der Regierung teilen müssen, sodass neue die Einnahmen der bereits etablierten Großstädte schmälern.
Der bedeutendste Bildungsträger ist die Surigao del Sur State University, diese wurde im Jahr 2010 gegründet.

## Klima
Das Klima von Tandag fällt unter die Klimakategorie II, die sich durch keine ausgesprochene Trockenperiode, aber durch heftige Regenfälle in den Monaten September bis Februar auszeichnet. Der Monsun und die Nordwestwinde bringen dabei heftige Stürme und Wolken mit sich. Die Monate März bis April sind dagegen eher trocken. Die durchschnittliche jährliche Niederschlagsmenge beträgt 3.815 mm an 216 Regentagen.
Die Temperaturen schwanken zwischen 25,6 °C und 31,4 °C. Die Durchschnittstemperatur liegt bei 26,9 °C. Die Luftfeuchtigkeit liegt im Mittel bei 84 %.
Das Gebiet wird von Taifunen weitgehend verschont. Ausnahmen waren die Jahre 1912, 1964 und 1984, als ein Wirbelsturm jeweils stärkere Verwüstungen anrichtete.

## Sehenswürdigkeiten
- Linungao Inseln
- Mangcagangi Island
- Busay Fälle und Pangi Fälle
- Tandag Beach Resort
- Mahayag Beach Resort
- Habag Beach Resort